# Lista de povos nativos da Austrália
Esta Lista de povos nativos da Australia contém nomes e designações coletivas que têm sido aplicadas aos grupos de  aborígenes australianos.
É importante observar que o termo tribo não se aplica perfeitamente aos aborígenes australianos. Há poucos casos de grupos correspondentes a tribos. Em geral, os aborígenes podem identificar-se como membros de vários grupos, cada grupo sendo definido por diferentes critérios, que frequentemente se sobrepõem. 
Muitos dos nomes listados abaixo estão nas línguas locais. Alguns significam apenas "homem" ou "pessoa". Alguns são autônimos, isto é, designações aplicadas pelo grupo a si próprio, enquanto outros são exônimos, ou seja, nomes pelos quais o grupo é designado por outros. Outros termos significam simplesmente "povo", na língua de determinada área. 
No quadro a seguir, os nomes marcados com 1 foram usados por David Horton, em 1994. Um  mapa divide a Austrália em 18 regiões (sudoeste, noroeste, deserto, Kimberley, Fitzmaurice, norte, Arnhem, golfo, cape ocidental, strait de Torres, leste, Rainforest, nordeste, Eyre, Riverine, sudeste, Spencer e Tasmânia); a região das tribos descritas neste mapa é mostrada abaixo.
Os nomes marcados com 2 significam a denominação principal usada no "Catalogue of Australian Aboriginal Tribes. Their Terrain, Environmental Controls, Distribution, Limits, and Proper Names (1974) de Norman Tindale, em seu livro  Tribes aboriginal of Austrália.  Cada "tribo" é objeto de um artigo separado e seus nomes alternativos   também são listados.
Na maioria dos casos, o nome na coluna esquerda é também o nome principal usado por Tindale.

## A
| Nome           | Nomes alternativos/ou subgrupos | Localização geográfica | Região AIATSIS |
| -------------- | --- | ---------------------- | -------------- |
| Airiman2       | Wagiman | Território do Norte    |                |
| Ajabakan2      | Aiabakan, Bakanu, Baganu, Bakanh1 | Queensland             | Cabo Ocidental |
| Ajabatha2      | Aiabadu, Aiyaboto, Jabuda, Koka Ai-ebadu, Aiebadu, Koko Aiebadu, Kikahiabilo, Bakanh | Queensland             |                |
| Alawa12        | Alaua, Allawa, Allaua, Allua, Allowa, Alowa, Leealowa, Kallaua, Allowiri, Allaura, Galleewo | Território do Norte    | Deserto        |
| Alura2         | Allura Alura, Hallura, Nallura, Jaminjung | Território do Norte    |                |
| Alyawarre1     | Iliaura2, Illiaura, Iljaura, Ilyaura, Ilyowra Illyowra, Illura, Aliawara, Alyawara, Alyawarra, Ilawara, Jaljuwara, Yalyuwara, Alyawarr | Território do Norte    | Deserto        |
| Amangu12       | Emangu, Amandyo, Ying, Champion Bay, Geraldton | Austrália Ocidental    | Sudoeste       |
| Amarak12       | Amarag, Amuruk, Amurag, Amurrak, Ngamurak, Ngamurag, Umuriu, Umoreo | Território do Norte    | Norte          |
| Amijangal2     | Ami, Amijangal | Território do Norte    |                |
| Anaiwan2       | Anaywan, Anewan, Nowan, Enni-won, Yenniwon, Ee-na-won, En-nee-win, Eneewin, Inuwan, Inuwon, Neeinuwon, Enuin, Nganyayawana1 | Nova Gales do Sul      | Sudeste        |
| Andakerebina2  | Antakiripina, Undejerebina, Andeberegina, Walwallie, Andakerebina, Andegerebenha1 | Território do Norte    | Deserto        |
| Andinyin       | | Território do Norte    |                |
| Andyamathanha1 | (Jadliaura ?) Wailpi2 | SA                     | Spencer        |
| Anguthimri1    | Jupangati2 | Queensland             | Cabo Ocidental |
| Ankamuti2      | Goomkoding, Yukamakundji, Amkomti, Ondaima, Oiyamkwi, Apukwi, Anggamudi1 | Queensland             | Cabo Ocidental |
| Anmatyerre1    | Nmatjera, Unmatjera, Inmatjera, Anmatjara, Urmitchee, Janmadjara, Janmatjiri, Yanmedjara, Yandmadjari, Anmatjera2 | Território do Norte    | Deserto        |
| Antakirinja12  | Antakerinya, Antakerrinya, Andagirinja, Andagarinja, Andekerinja, Andegilliga, Andigirinji Antingari, Andigari Anjirigna, Andgari Antigari, Antegarina, Unterregerrie, Ngonde, Tangara, Yandairunga, Njuntundjara, Andagerinja Antekerrepinhe Andergerebenha, Aluna, Andigerinya Antekarinya Antikirinya | Austrália Meridional   | Deserto        |
| Araba2         | Arap, Aripa, Ngariba | Queensland             |                |
| Arabana 12     | Ngarabana, Arabuna Arrabunna, Arrabonna, Arubbinna, Arapina, Arapani, Urapuna Urabuna, Urabunna Urroban, Wangarabana, Wongkurapuna, Wangarabunna, Jendakarangu, Nulla, Yendakarangu, Peake, Anna | South Australia        | Eyre           |
| Arakwal2       | Arakwal, Naiang, Cool-al, Kahwul, Njung, Nyung, Lismore, Kogung, Yawkum-yore, Jawjumeri | Nova Gales do Sul      |                |
| Arrernte1      | Aranda2, Aranta, Arrente, Arunda, Arunta, Arranda, Arinta, Arrinda, Urrundie, Herinda, Arrundta, Wonggaranda, Urrundie, Ilpma, Ulpma, Paroola, Wongkatjeri | Australia Central      | Deserto        |
| Arnga2         | Woljamidi, Woljamiri, Molyamidi, Kuluwara, Kuluwaran, Guluwarin, Kolaia, Arawari, Arawodi | Austrália Ocidental    |                |
| Atjinuri2      | Adjinadi, Itinadjana, Itinadyana, Itinadyand, Nedgulada, Imatjana | Queensland             |                |
| Awabakal 12    | Awabakal, Awaba, Awabagal, Lake Macquaire Newcastle, Kuring-gai, Ninyowa, Kuri | Nova Gales do Sul      | Sudoeste       |
| Awarai2        | Warai, Warei, Warrai, Awarrai, Awarra | Território do Norte    |                |
| Awinmul2       | Awinnmull Awinmul, Awinmil | Território do Norte    |                |
| Awngthim1      | | Queensland             | Cabo Ocidental |

Voltar ao topo

## B
| Nome          | Nomes alternativos/ou subgrupos | Localização geográfica                  | Região AIATSIS |
| ------------- | --- | --------------------------------------- | -------------- |
| Baada2        | Bad, Bard, Barda, Bardi1 | Western Australia                       | Kimberley      |
| Badjalang2    | Badjalang, Badjelang, Budulung, Buggul, Paikalyung, Bandjalang, Bandjalong, Bunjellung, Bundela, Bundel, Widje, Watchee, Woomargou, Bundjalung1        | New South Wales                         | Southeast      |
| Badjiri2      | Badjidi, Badjeri, Baddyeri, Byierri, Baderi, Poidgerry, Badjedi, Budjari1, Poidgerryygbadhje                                                           | Queensland                              | Riverine       |
| Baiali2       | Byellee, Bieli, Byellel, Orambul, Urambal, Bayali1 | Queensland                              | Northeast      |
| Baijungu2     | Baijungo Baijungu, Baiong, Baiung, Biong, Paiunggu, Bayungu, Palyungu, Payungu1                                                                        | Western Australia                       | Northwest      |
| Bailgu2       | Bailko Bailgu, Pailgu, Pailgo, Baljgu, Balju, Palgu, Bailju, Bailgo, Balgu, Boolgoo, Pulgoe, Mangguldulkara, Paljarri, Palyku, Palku1                  | Western Australia                       | Northwest      |
| Bakanambia2   | Wanbara, Wambara, Kokolamalma, Lamalama, Lamul-lamul, Kokaoalamalma, Mukinna, Banambia, Lamalama, Banambila                                            | Princess Charlotte Bay, New South Wales |                |
| Balardong2    | Balardung1 | Western Australia                       | Southwest      |
| Banbai2       | Banbai, Bahnbi, Athnbi, Gumbainggir | New South Wales                         |                |
| Bandjigali    | | New South Wales                         | Riverine       |
| Bandjin2      | | Queensland                              |                |
| Barada2       | Baradha1 | Queensland                              | Northeast      |
| Baranbinja2   | Baranbinja, Barren-binya, Parran-binye, Burranbinya, Burrunbinya, Barrumbinya, Burranbinga, Burrabinya, Barranbinya1                                   | New South Wales                         | Riverine       |
| Baraparapa2   | Baraparapa, Burrabura-ba, Baraba-baraba, Barraba-barraba, Bareber, Burrappa, Burrapper, Bureba, Burabura, Boora-boora, Burapper, Boort, Baraba Baraba1 | New South Wales                         | Riverine       |
| Barbaram2     | Mbabaram1 | Queensland                              | Rainforest     |
| Barimaia2     | Badimaya1 | Western Australia                       | Southwest      |
| Barindji12    | Barrengee, Beriait, Berri-ait, Paur, Paroo, Bpaaroo, Bpaaroon-je                                                                                       | New South Wales                         | Riverine       |
| Barkindji12   | Barkinji, Barkinjee, Barkunjee, Bahkunji, Pakindji, Bakindji, Bahkunjy, Parkungi, Parkengee, Parkingee, Bakandi, Bargunji, Kurnu, Wimbaja, Barkungee   | New South Wales                         | Riverine       |
| Barna12       | | Queensland                              | Northeast      |
| Barunggam12   | | Queensland                              | Riverine       |
| Barungguan2   | | Queensland                              |                |
| Batjala2      | Badtjala1 | Queensland                              | Southeast      |
| Beriguruk2    | Perrigurruk, Eri, Erei, Beriguruk, Limilngan |                                         |                |
| Bidawal2      | Bidwell1 | Victoria                                |                |
| Bidia2        | Birria1 | Queensland                              | Eyre           |
| Bidjigal      | Bediagal | New South Wales                         |                |
| Bigambul12    | | Queensland                              | Riverine       |
| Bilingara2    | Bilinara1, Bilinurra, Bilyanarra, Bilyanurra, Plinara, Pillenurra, Billianera, Bulinara, Bringara, Boonarra                                            | Northern Territory                      | Fitzmaurice    |
| Binbinga12    | Binbingha, Binbinka, Pinbinga, Leepitbinga, Bing Binga                                                                                                 | Northern Territory                      | Gulf           |
| Bindal12      | | Queensland                              | Northeast      |
| Bindjali      | | SA                                      | Riverine       |
| Bingongina2   | Bin-gongina, Bugongidja, Bingongina |                                         |                |
| Binigura2     | Pinikura1 | Western Australia                       | Northwest      |
| Biria2        | Biri1 | Queensland                              | Northeast      |
| Birpai2       | Birpai, Birripai, Birrpiri, Brippai, Bripi, Birrapee, Biripi 1                                                                                         | New South Wales                         | Southeast      |
| Bitjara2      | | Queensland                              |                |
| Brabralung2   | | Victoria                                |                |
| Braiakaulung2 | | Victoria                                |                |
| Bratauolung2  | | Victoria                                |                |
| Bugulmara2    | | Queensland                              |                |
| Bukurnidja1   | | Northern Territory                      | North          |
| Buluwai2      | | Queensland                              |                |
| Bunganditj2   | Buandig1 | South Australia                         | Riverine       |
| Bunurong2     | Boonwurrung1 | Victoria                                | Southeast      |
| Burarra1      | Anbara, Marawuraba, Madia, Maringa, Gunadba Gunaidbe, Gidjingali, Barera, Barara2, Baurera, Burera, Barea, Anbarra                                     | Northern Territory                      | Arnhem         |
| Buruna2       | Purduna1 | Western Australia                       | Northwest      |
| Bwgcolman     | | Palm Island, Queensland                 |                |

Voltar ao topo

## D
| Nome            | Nomes alternativos/ou subgrupos | Localização geográfica                                                 | Região AIATSIS |
| --------------- | --- | ---------------------------------------------------------------------- | -------------- |
| Daii2           | Taii, Tai, Dalwango, Dalwongu, Darlwongo, Dhalwangu, Djawark, Djarlwag | Northern Territory                                                     |                |
| Dainggati2      | Dainggati, Djangadi, Dang-getti, Danghetti, Danggadi, Dhangatty, Thangatty, Thangatti, Dangati, Yuungai, Burugardi, Boorkutti, Nulla Nulla, Amberu, Himberrong, Jang, Daingatti, Dhan-Gadi, Dainggatti 1                           | New South Wales                                                        | Southeast      |
| Dalabon2        | Buan, Buwan, Boun, Ngalkbon, Ngalkbun1 | Northern Territory                                                     | Arnhem         |
| Dalla2          | | Queensland                                                             |                |
| Dangbon12       | Gundangbon, Dangbun, Dangbar, Gumauwurk | Northern Territory                                                     | Arnhem         |
| Danggali12      | | South Australia                                                        | Riverine       |
| Dangu2          | Yirgala, Yolngu | Northern Territory                                                     |                |
| Darambal2       | Darumbal1 | Queensland                                                             | Northeast      |
| Darkinjang2     | Darkinjang, Darginjang, Darkinung1, Darknung | New South Wales                                                        | Southeast      |
| Darug           | Daruk2, Dharruk, Dharrook, Darrook, Dharug 1, Broken Bay, Dharung | New South Wales                                                        | Southeast      |
| Dharawal        | | Sutherland Shire NSW and formerly in the Berrima, New South Wales area |                |
| Diakui2         | Dhiyakuy, Djikai, Jikai, Tchikai, Dijogoi | Northern Territory                                                     |                |
| Dieri2          | Dieri | South Australia                                                        | Eyre           |
| Djabugandji1    | | Queensland                                                             | Rainforest     |
| Djabugay        | Djabugandji, Tjapukai | Kuranda, Queensland                                                    |                |
| Djaberadjabera2 | Jabirrjabirr1 | Western Australia                                                      | Kimberley      |
| Djagaraga2      | | Queensland                                                             |                |
| Djakunda2       | | Queensland                                                             |                |
| Djalakuru2      | Jalakuru, Iwaidja1 | Northern Territory                                                     | Arnhem         |
| Djamindjung2    | Tjamindjung, Kaminjung, Jaminjang, Djamunjun, Jaminjung1, Djamundon, Djamadjong, Murinyuwen, Murinyuwan, Djamindjung | Northern Territory                                                     | Fitzmaurice    |
| Djangu2         | Djanga | Northern Territory                                                     |                |
| Djankun2        | | Queensland                                                             |                |
| Djargurdwurung1 | | Victoria                                                               | Southeast      |
| Djaru2          | Jaru1 | Western Australia                                                      | Desert         |
| Dja Dja Wurrung | | Bendigo area, Victoria                                                 |                |
| Djaui2          | Djawi1 | Western Australia                                                      | Kimberley      |
| Djerait2        | Tjerait, Cherait, Cherite, Sherait, Jeerite, Scherits, Tjiras, Tjerratj1 | Northern Territory                                                     | Fitzmaurice    |
| Djerimanga2     | Djeramanga, Jermangel, Kanambre, Kolobre Waak, Wulna, Woolna1, Woolnah, Woolner, Wulnar, Wolna, Woolua | Northern Territory                                                     | North          |
| Djilamatang2    | | Victoria                                                               |                |
| Djinang2        | Jandjinang, Jandjinung, Jakaula, Yandisha, Yandjinung, Yandjining, Yandjinang, Djinnang Djinang, Djinhang, Milingimbi, WullÃƒÂ°Ã‹kki, Wulaki, Ullaki, Wulagi, Balmbi, Balmawi, Barlmawi, Manjarngi, Manyarrngi, Munarngo Manarrngu | Northern Territory                                                     |                |
| Djinba2         | Djimba, Jinba, Outjanbah, Gunalbingu, Ganalbwingu, Kurkamarnapia | Northern Territory                                                     |                |
| Djirbalngan     | | Queensland                                                             | Rainforest     |
| Djiru2          | | Queensland                                                             |                |
| Djirubal2       | | Queensland                                                             |                |
| Djiwali12       | Jirwali1 | Western Australia                                                      | Northwest      |
| Djowei2         | Kumertuo, Djowei, Limilngan1 | Northern Territory                                                     | North          |
| Djugun2         | Jukun1 | Western Australia                                                      | Kimberley      |
| Doolboong1      | | Northern Territory                                                     | Kimberley      |
| Duduroa2        | | Victoria                                                               |                |
| Duulngari2      | | Western Australia                                                      |                |
| Duwal2          | Duwal Dhuwal, Murngin, Wulamba, Yolngu, Miwuyt, Balamumu, Barlamomo, Malag, Marlark, Arrawiya, Banjarrpuma, Bilmandji Dhurili, Durilji                                                                                             | Northern Territory                                                     |                |
| Duwala2         | Duala Duwala, Murngin, Wulamba | Northern Territory                                                     |                |

Voltar ao topo

## E
| Nome       | Nomes alternativos/ou subgrupos | Localização geográfica | Região AIATSIS |
| ---------- | --- | ---------------------- | -------------- |
| Eora 12    | Eo-ra, Ea-ora, Iora, Yo-ra, Kameraigal, Camera-gal, Cammera, Gweagal, Botany Bay Tribe, Bedia-mangora, Gouia-gul, Wanuwangul, Kadigal | Sydney                 | Southeast      |
| Erawirung2 | | South Australia        |                |
| Ewamin2    | Agwamin1 | Queensland             | Gulf           |

Voltar ao topo

## G
| Nome             | Nomes alternativos/ou subgrupos | Localização geográfica | Região AIATSIS     |
| ---------------- | --- | ---------------------- | ------------------ |
| Gaari2           | Gari Gaari, Iwaidja |                        | Northern Territory |
| Gadjalivia2      | Gadjalivia Gajalivia, Gudjalibi, Gudalavia, Gudjaliba, Gadjalibi, Gadjalibir, Burara | Northern Territory     |                    |
| Gambalang2       | Gunbalang1, Gambalang, Gunbulan, Walang, Gunbalang | Northern Territory     | Arnhem             |
| Gandangara2      | Gandangara, Gundungurra1, Gundungari, Gundanora, Gurragunga, Burragorang, Gundungurra | New South Wales        | Southeast          |
| Geawegal12       | Keawaikal, Geawagal, Geawa-gal, Garewagal, Gwea-gal | Sydney                 | Southeast          |
| Gia2             | Giya1 | Queensland             | Northeast          |
| Giabal2          | | Queensland             |                    |
| Goeng2           | | Queensland             |                    |
| Goreng goreng    | Gureng-Gurengn, Curang-Curang, Curang-gurang, Goeng Goonine, Goorang-Goorang, Goorang-goorang, Gurang, Gurang-Gurang, Gurang-gurang, Gurang, Gureng-Gureng, Gureng-gureng, Kooranga, Koreng-Koreng, Koreng-koreng, Koren, Korenggoreng2 | Queensland             |                    |
| Gugu-Badhun1     | (Kutjala?, Warungu?) | Queensland             | Northeast          |
| Gulidjan1        | | Victoria               | Southeast          |
| Gulngai2         | | Queensland             |                    |
| Gunavidji2       | Gunavidji Gunaviji, Gunawitji, Gunabidji, Gunabwidji, Gunjibidji, Witji, Gunibidji1 | Northern Territory     | Arnhem             |
| Gunditjmara12    | Gournditch-mara, Dhauwurd wurrung, Dhawurdwurrung, Djab Wurrung, Djabwurrung, Gundidjmara, Kilcarer Gundidj, Worn Gundidj (Warrnambool)                                                                                                 | Victoria               | Southeast          |
| Gungorogone2     | Gungorogone Gungoragone, Gungorologni, Gungarawoni, Gungurulgungi, Gungurugoni1 | Northern Territory     | Arnhem             |
| Gunwinggu12      | Gunwingo, Wengi, Wengej, Gundeidjeme, Gundeidjepmi, Gunwingu, Kulunglutji, Kulunglutchi, Gundeijeme, Margulitban, Unigangk, Urnigangg, Koorungo, Neinggu, Mangaridji Mangeri                                                            | Northern Territory     | Arnhem             |
| Guugu-Yimidhirr1 | | Queensland             | East               |

Voltar ao topo

## I
| Nome         | Nomes alternativos/ou subgrupos | Localização geográfica | Região AIATSIS |
| ------------ | --- | ---------------------- | -------------- |
| Idindji2     | | Queensland             |                |
| Ilba2        | Yilba1 | Queensland             | Northeast      |
| Ildawongga2  | | Western Australia      |                |
| Inawongga2   | Yinhawangka1 | Western Australia      | Northwest      |
| Indindji     | Yidinjiji1 | Queensland             | Rainforest     |
| Indjibandi2  | Yindjibarndi1 | Western Australia      | Northwest      |
| Indjilandji2 | Indjilandji Indjilindji, Injilinji, Intjilatja                                                                                       | Northern Territory     |                |
| Inggarda2    | Yinggarda1 | Western Australia      | Northwest      |
| Ingura2      | Wanindilaugwa, Andiljaugwa, Andilyaugwa, Wani-Ndiljaugwa, En Indiljaugwa, Amakurupa, Andilagwa, Lamadalpu, Awarikpa, Warnindilyakwa1 | Northern Territory     | Arnhem         |
| Iningai12    | | Queensland             | Eyre           |
| Irukandji2   | Yirrganydji, Irakanji, Yirkandji, Yirkanji, Yirgay, Yettkie (misreading), Illagona, Wongulli, Dungara, Tingaree, Dungarah, Dingal    | Cairns, Queensland     |                |
| Ithu2        | | Queensland             |                |
| Iwaidja2     | Jiwadja, Jiwadja, Juwudja, Iwajia, Iyi, Eiwaja, Eaewardja, Eaewarga, Uwaidja, Unalla, Limbakaraja, Limba-Karadjee, Iwaiji, Tarula    | Northern Territory     |                |

Voltar ao topo

## J
| Nome          | Nomes alternativos/ou subgrupos | Localização geográfica | Região AIATSIS |
| ------------- | --- | ---------------------- | -------------- |
| Jaadwa2       | Jardwadjali1 | Victoria               | Riverine       |
| Jaako2        | | Northern Territory     |                |
| Jaara2        | Djadjawurung1 | Victoria               | Riverine       |
| Jaburara2     | Jaburrara1 | Western Australia      | Northwest      |
| Jadira2       | | Western Australia      |                |
| Jadliaura2    | | South Australia        |                |
| Jagalingu2    | Yagalingu1 | Queensland             | Northeast      |
| Jagara2       | | Queensland             |                |
| Jaitmathang2  | Jaitmatang1 | Victoria               |                |
| Jalanga2      | Yalarruga(?)1 | Queensland             | Eyre           |
| Jambina2      | Yambina1 | Queensland             | Northeast      |
| Janda2        | Yanda1 | Queensland             | Eyre           |
| Jandruwanta2  | Yandruwandha1 | South Australia        | Eyre           |
| Jangaa2       | Yanga1 | Queensland             | Gulf           |
| Jangga2       | | Queensland             | Northeast      |
| Janggal2      | Gananggalanda1 | Queensland             | Gulf           |
| Jangkundjara2 | Yankuntjatjara1 | South Australia        | Desert         |
| Jangman2      | Yangman1 | Northern Territory     | Fitzmaurice    |
| Janjula2      | | Northern Territory     | Gulf           |
| Jardwadjali   | | Vic                    |                |
| Jarijari2     | | Victoria               |                |
| Jarildekald2  | | South Australia        |                |
| Jaroinga2     | Bularnu1 | Northern Territory     | Desert         |
| Jarowair2     | | Queensland             |                |
| Jathaikana2   | | Queensland             |                |
| Jaudjibaia2   | | Western Australia      |                |
| Jauraworka2   | Yawrawarka1 | South Australia        | Eyre           |
| Jawoyn1       | Tjauen, Djouan, Djauun, Jawin, Chau-an, Tweinbol, Adowen, Djawin, Djawun, Djauwung, Charmong, Djauan2                                         | Northern Territory     | Fitzmaurice    |
| Jawuru2       | Yawuru1 | Western Australia      | Kimberley      |
| Jeidji2       | Yiiji1 | Western Australia      | Kimberley      |
| Jeithi2       | Jeithi, Yeidthee, Pikkolatpan, Wiradjuri | New South Wales        |                |
| Jeljendi2     | Yarluyandi1 | South Australia        | Eyre           |
| Jeteneru2     | | Queensland             |                |
| Jetimarala2   | | Queensland             |                |
| Jiegara       | Jiegera2, Yiegara, Jeigir, Yegera, Youngai, Jungai                                                                                            | New South Wales        |                |
| Jilngali2     | | Northern Territory     |                |
| Jiman2        | Yiman1 | Queensland             | Northeast      |
| Jinigudira2   | | Western Australia      |                |
| Jinwum2       | Minwum1 | Queensland             | West Cape      |
| Jirandali2    | Yirandali1 | Queensland             | Eyre           |
| Jirjoront2    | Yir Yoront1 | Queensland             | West Cape      |
| Jitajita2     | Jitajita, Ita-ita, Ithi-ithi, Eethie-eethie, Eethee Ethee, Yetho, Yit-tha, Yitsa, Tjuop, Yitha Yitha1                                         | New South Wales        |                |
| Jokula2       | Ganggalida1 | Queensland             | Gulf           |
| Juat2         | Yuat1 | Western Australia      | Southwest      |
| Juipera2      | Yuwi1 | Queensland             | Northeast      |
| Jukambal2     | Jukambal, Jukambil, Yukambal, Yukambul, Yukambil, Yacambal, Yookumbul, Yookumbil, Yoocumbill, Ukumbil, Yookumble, Yoocomble, Ucumble, Yukumba | New South Wales        |                |
| Jukambe2      | | Queensland             |                |
| Jukul2        | | Northern Territory     |                |
| Julaolinja2   | | Queensland             |                |
| Jumu2         | | Northern Territory     |                |
| Junggor2      | | Northern Territory     |                |
| Jungkurara2   | | Queensland             |                |
| Jupagalk2     | | Victoria               |                |
| Jupangati2    | Yupangathi1 | Queensland             | West Cape      |
| Juru2         | Yuru1 | Queensland             | Northeast      |

Voltar ao topo

## K
| Nome            | Nomes alternativos/ou subgrupos | Localização geográfica                                                                                        | Região AIATSIS |
| --------------- | --- | --- | -------------- |
| Kaantju1        | | Queensland | East           |
| Kabalbara2      | Gabalbara1 | Queensland | Northeast      |
| Kabikabi2       | Gubbi Gubbi1 | Queensland | Northeast      |
| Kadjerong12     | | Northern Territory                                                                                            | Kimberley      |
| Kaiabara2       | | Queensland |                |
| Kaiadilt2       | Gayardilt1 | Queensland | Gulf           |
| Kairi2          | Gayiri1 | Queensland | Northeast      |
| Kaititja2       | Kaytej1 | Northern Territory                                                                                            | Desert         |
| Kakadu2         | Gagudju1 | Northern Territory                                                                                            | North          |
| Kalaako2        | | Western Australia                                                                                             |                |
| Kalali2         | Kullilla1 | Queensland | Eyre           |
| Kalamaia2       | Kalaamaya1 | Western Australia                                                                                             | Southwest      |
| Kalibal2        | Kalibal, Murwillumbah, Moorung-moobar | New South Wales                                                                                               |                |
| Kalibamu2       | | Queensland |                |
| Kalkadunga2     | Kalkadoon1 | Queensland | Eyre           |
| Kambure2        | Gamberre1 | Western Australia                                                                                             | Kimberley      |
| Kambuwal2       | | Queensland |                |
| Kamilaroi12     | Kamilarai, Kamilari, Kamilroi, Kamilrai, Kamularoi, Kaameelarrai, Komleroy, Gamilaroi, Kahmilaharoy, Kamilary, Gumilori Gummilroi Ghummilarai, Cumilri, Kimilari, Kamil, Comleroy, Camel Duahi, Yauan, Tjake, Gamilaraay              | Northern New South Wales                                                                                      |                |
| Kamor2          | | Northern Territory                                                                                            |                |
| Kandju2         | | Queensland |                |
| Kaneang2        | Kaniyang1 | Western Australia                                                                                             | Southwest      |
| Kangulu2        | Gangulu | Queensland | Northeast      |
| Kanolu2         | | Queensland |                |
| Karadjari2      | Karajarri1 | Western Australia                                                                                             | Desert         |
| Karaman2        | | Northern Territory                                                                                            |                |
| Karangpurru1    | | Northern Territory                                                                                            | Fitzmaurice    |
| Karanguru2      | Karangura1 | South Australia                                                                                               | Eyre           |
| Karanja2        | | Queensland |                |
| Karawa2         | Garawa1 | Northern Territory                                                                                            | Gulf           |
| Kareldi2        | Kuthant1 | Queensland | Gulf           |
| Karendala2      | | Queensland |                |
| Karenggapa12    | Karengappa, Karrengappa, Kurengappa | New South Wales                                                                                               | Eyre           |
| Kariara2        | Kariyarra1 | Western Australia                                                                                             | Northwest      |
| Karingbal2      | Garingbal | Queensland | Northeast      |
| Kartudjara2     | Mardu1 | Western Australia                                                                                             | Desert         |
| Karuwali12      | | Queensland | Eyre           |
| Katubanut2      | Gadubanud1 | Victoria | Southeast      |
| Kaurareg2       | | Queensland |                |
| Kaurna12        | Kaura (misprint), Coorna, Koornawarra, Nantuwara, Nantuwaru, Nganawara, Meljurna or Meyukattanna. | Adelaide | Spencer        |
| Kawadji2        | | Queensland |                |
| Kawambarai2     | Kareingi, Karin, Kerinma, Karinma, Garengema, Garnghes, Kinenekinene, Kianigane, Keramin, Kemendok, Pintwa, Jungeegatchere | New South Wales                                                                                               |                |
| Kaytetye        | Kartetye, Kartiji, Keytej, Katish | NT |                |
| Keiadjara2      | | Western Australia                                                                                             |                |
| Keinjan2        | | Queensland |                |
| Keramai2        | | Queensland |                |
| Kirrae2         | Giraiwurung1 | Victoria |                |
| Kitabal2        | Kidabal, Dijabal, Kitta-bool, Kitabool, Kitapul, Gidabul, Gidjoobal, Kuttibul, Noowidal | New South Wales                                                                                               |                |
| Kitja2          | Kija1 | Western Australia                                                                                             | Kimberley      |
| Koa2            | Guwa1 | Queensland | Eyre           |
| Koamu2          | Kooma1 | Queensland | Riverine       |
| Koara2          | Kuwarra1 | Western Australia                                                                                             | Desert         |
| Koenpal2        | | Queensland |                |
| Koinjmal2       | Guwinmal1 | Queensland | Northeast      |
| Kokangol2       | | Queensland |                |
| Kokatha         | Kokata2, Kokatha Mula, Googatha | South Australia                                                                                               |                |
| Kokatja2        | Kukatja1 | Western Australia                                                                                             | Desert         |
| Koknar1         | | Queensland | Gulf           |
| Koko2           | | Queensland |                |
| Kokobididji2    | | Queensland |                |
| Kokobujundji2   | | Queensland |                |
| Kokoimudji2     | | Queensland |                |
| Kokojawa2       | | Queensland |                |
| Kokojelandji2   | Kuku-yalanji1 | Queensland | East           |
| Kokokulunggur2  | | Queensland |                |
| Kokomini12      | | Queensland | West Cape      |
| Kokonjekodi2    | | Queensland |                |
| Kokopatun2      | | Queensland |                |
| Kokopera2       | Koko-bera1 | Queensland | West Cape      |
| Kokowalandja2   | | Queensland |                |
| Kokowara2       | Kokowarra | Queensland | East           |
| Kolakngat2      | | Victoria |                |
| Konbudj1        | | Northern Territory                                                                                            | North          |
| Konejandi2      | Gooniyandi1 | Western Australia                                                                                             | Kimberley      |
| Kongabula2      | Gungabula1 | Queensland | Northeast      |
| Kongkandji2     | | Queensland |                |
| Koreng2         | Goreng1 | Western Australia                                                                                             | Southwest      |
| Korenggoreng2   | Gureng Gureng1 | Queensland | Northeast      |
| Korindji2       | Gurindji1 | Northern Territory                                                                                            | Fitzmaurice    |
| Kotandji2       | Ngandji1 | Northern Territory                                                                                            | Desert         |
| Krauatungalung2 | | Victoria |                |
| Kujani2         | Kuyani1 | South Australia                                                                                               | Spencer        |
| Kukatja2        | Luritja1 | Northern Territory                                                                                            | Desert         |
| Kukatja2        | Kukatj1 | Queensland | Gulf           |
| Kuku Yulanji    | Kuku Yulangi, Gugu Yulanji, Kuuku-yani1 | Daintree Rainforest; from Port Douglas in the south, Cooktown in the north, Chillagoe in the west; Queensland | East           |
| Kula2           | Kula, Noolulgo, Kurnu, Gunu, Guerno, Kornu, Kornoo, Kuno, Guno, Gunu1 | New South Wales                                                                                               | Riverine       |
| Kulumali2       | | Queensland |                |
| Kumbainggiri2   | Kumbainggiri, Kumbainggeri, Kumbaingir, Kumbaingeri, Kumbangerai, Koombanggary, Koombainga, Coombangree, Coombyngura, Gumbaingar, Gunbaingar, Guinbainggri, Bellinger, Belingen, Nimboy, Woolgoolga, Orara, Gumbainggir1, Gumbaynggir | New South Wales                                                                                               | Southeast      |
| Kundjey'mi1     | | Northern Territory                                                                                            | North          |
| Kungadutji2     | | Queensland |                |
| Kungarakan2     | Kungarakany1 | Northern Territory                                                                                            | Fitzmaurice    |
| Kunggara2       | Kurtjar1 | Queensland | Gulf           |
| Kunggari2       | Gunggari1 | Queensland | Riverine       |
| Kungkalenja2    | | Queensland |                |
| Kunindiri2      | Gunindiri1 | Northern Territory                                                                                            | Gulf           |
| Kunja12         | | Queensland | Riverine       |
| Kurrama1        | Kurama2, Gurama, Kerama, Karama, Korama, Kormama, Jana:ri, Jawunmara | Western Australia                                                                                             | Northwest      |
| Kureinji12      | Kareingi, Karin, Kerinma, Karinma, Garengema, Garnghes, Kinenekinene, Kianigane, Keramin, Kemendok, Pintwa, Jungeegatchere | New South Wales                                                                                               |                |
| Kuringgai 1     | Awabakal2 | New South Wales                                                                                               | Southeast      |
| Kurnai12        | | Gippsland, Vic                                                                                                | Southeast      |
| Kurung2         | | Victoria |                |
| Kutjal2         | | Queensland |                |
| Kutjala2        | | Queensland |                |
| Kuuku-ya'u1     | | Queensland | East           |
| Kuungkari12     | | Queensland | Eyre           |
| Kuwema1         | | Northern Territory                                                                                            | Fitzmaurice    |
| Kwantari2       | | Queensland |                |
| Kwarandji2      | | Northern Territory                                                                                            |                |
| Kwatkwat2       | | Victoria |                |
| Kwiambal2       | Koi, Kweembul, Quieumble, Queenbulla, Ngarabal | New South Wales                                                                                               |                |
| Kwini1          | | Western Australia                                                                                             | Kimberley      |

Voltar ao topo

## L
| Nome        | Nomes alternativos/ou subgrupos | Localização geográfica | Região AIATSIS |
| ----------- | ------------------------------- | ---------------------- | -------------- |
| Laia2       |                                 | Queensland             |                |
| Lamalama1   |                                 | Queensland             | East           |
| Lanima2     |                                 | Queensland             |                |
| Larrakia    | Larakia12, Larrakeyah           | Northern Territory     | North          |
| Lardiil2    | Lardil1                         | Queensland             | Gulf           |
| Latjilatji2 | Latie Latie1                    | Victoria               |                |
| Lotiga2     |                                 | Queensland             |                |
| Lutnigh1    |                                 | Queensland             | West Cape      |

Voltar ao topo

## M
| Nome          | Nomes alternativos/ou subgrupos | Localização geográfica                                                         | Região AIATSIS |
| ------------- | --- | ------------------------------------------------------------------------------ | -------------- |
| Madjandji2    | | Queensland                                                                     |                |
| Madngela2     | | Northern Territory                                                             |                |
| Madoitja2     | | Western Australia                                                              |                |
| Maduwongga2   | | Western Australia                                                              |                |
| Magatige2     | | Northern Territory                                                             |                |
| Maya1         | Maia2 | Western Australia                                                              | Northwest      |
| Maiawali12    | | Queensland                                                                     | Eyre           |
| Maijabi2      | Mayi-Yapi1 | Queensland                                                                     | Gulf           |
| Maikudunu2    | Mayi-Kutuna1 | Queensland                                                                     | Gulf           |
| Maikulan2     | Mayi-Kulan1 | Queensland                                                                     | Gulf           |
| Maithakari2   | Mayi-Thakurti1 | Queensland                                                                     | Gulf           |
| Malak Malak1  | | Northern Territory                                                             | Fitzmaurice    |
| Malantji2     | | Queensland                                                                     |                |
| Malgana2      | Malkana1 | Western Australia                                                              | Northwest      |
| Malgaru2      | | Western Australia                                                              |                |
| Maljangapa2   | Maljangpa, Malya-napa, Mulya-napa, Mulya-nappa, Mullia-arpa, Malynapa, Maljapa, Malyapa, Maljangaba, Karikari, Bulali, Bulali, Malyangaba1 | New South Wales                                                                | Spencer        |
| Malngin2      | | Western Australia                                                              |                |
| Malpa1        | (Kalaako?) | Western Australia                                                              | Southwest      |
| Mamu2         | Morruburra (Dulgabara?) | Innisfail; from Murdering Point in the south to Tolga in the north, Queensland |                |
| Manbarra      | | Palm Island, Queensland                                                        |                |
| Mandandanji12 | | Queensland                                                                     | Riverine       |
| Mandara2      | | Western Australia                                                              |                |
| Manthi        | | Western Australia                                                              |                |
| Mandjildjara2 | | Western Australia                                                              |                |
| Mandjindja12  | | Western Australia                                                              | Desert         |
| Mangarla      | Mangala12 | Western Australia                                                              | Desert         |
| Mangarai2     | Mangarayi1 | Northern Territory                                                             | Fitzmaurice    |
| Mara12        | | Northern Territory                                                             | Gulf           |
| Maranganji2   | Margany | Queensland                                                                     | Riverine       |
| Maranunggu1   | | Northern Territory                                                             | Fitzmaurice    |
| Maraura2      | Mareawura, Mareaura, Marowra, Marowera, Marraa Warree, Marrawarra, Waimbio, Wimbaja, Wiimbaio, Berlko, Ilaila, Barkindji                   | New South Wales                                                                |                |
| Marditjali2   | | Victoria                                                                       |                |
| Mardudunera2  | Martuthunira1 | Western Australia                                                              | Northwest      |
| Mariamo2      | | Northern Territory                                                             |                |
| Maridan2      | | Northern Territory                                                             |                |
| Maridjabin2   | | Northern Territory                                                             |                |
| Marijedi2     | | Northern Territory                                                             |                |
| Marimanindji2 | Marramaninjsji1 | Northern Territory                                                             | Fitzmaurice    |
| Maringar2     | Marringarr1 | Northern Territory                                                             | Fitzmaurice    |
| Marinunggo2   | | Northern Territory                                                             |                |
| Marithiel2    | Marrithiyel1 | Northern Territory                                                             | Fitzmaurice    |
| Mariu2        | | Northern Territory                                                             |                |
| Marrago2      | | Queensland                                                                     |                |
| Martu         | Mardu | WA                                                                             |                |
| Marulta2      | | Queensland                                                                     |                |
| Matuntara2    | | Northern Territory                                                             |                |
| Maung12       | | Northern Territory                                                             | Arnhem         |
| Maya          | Maia2 | Western Australia                                                              |                |
| Mbewum2       | Mbeiwum1 | Queensland                                                                     | West Cape      |
| Mbukarla1     | | Northern Territory                                                             | North          |
| Meintangk2    | | South Australia                                                                |                |
| Menthajangal2 | | Northern Territory                                                             |                |
| Meru1         | (Ngaiawang, Ngawait, Nganguruku, Erawirung?)                                                                                               | SA                                                                             | Riverine       |
| Mian2         | Miyan | Queensland                                                                     | Northeast      |
| Milpulo2      | Milpulko, Mailpurlgu, Mamba, Danggali | New South Wales                                                                |                |
| Mimungkum2    | | Queensland                                                                     |                |
| Minang12      | | Western Australia                                                              | Southwest      |
| Mingin12      | | Queensland                                                                     | Gulf           |
| Minjambuta2   | | Victoria                                                                       |                |
| Minjungbal2   | Minjangbal, Minyung, Minyowa, Gendo, Gando Minjang, Gandowal, Ngandowul, Cudgingberry                                                      | New South Wales                                                                |                |
| Miriwung2     | Miriwoong1, Miriuwong | Ord River, WA                                                                  | Kimberley      |
| Mirning12     | | Western Australia                                                              | Southwest      |
| Mitaka2       | Mithaka1 | Queensland                                                                     | Eyre           |
| Mitjamba2     | Mbara1 | Queensland                                                                     | Gulf           |
| Miwa12        | | Western Australia                                                              | Kimberley      |
| Morowari2     | Murawari, Murawarri, Murrawarri, Muruworri, Muruwurri, Murueri, Moorawarree, Marawari, Marawara, Muruwari1                                 | New South Wales                                                                | Riverine       |
| Mpalitjanh1   | | Queensland                                                                     | West Cape      |
| Muluridji2    | | Queensland                                                                     |                |
| Muragan2      | | Queensland                                                                     |                |
| Murinbata2    | Murrinh-patha1 | Northern Territory                                                             | Fitzmaurice    |
| Muringura2    | | Northern Territory                                                             |                |
| Murngin2      | | Northern Territory                                                             |                |
| Murunitja2    | | Western Australia                                                              |                |
| Muthimuthi2   | Muti Muti, Mutte Mutte, Matimati, Madi-madi, Mataua, Moorta, Matthee-matthee, Bakiin, Madi Madi1, Madhi Madhi                              | New South Wales                                                                |                |
| Mutjati2      | | Queensland                                                                     |                |
| Mutpura2      | Mudburra1 | Northern Territory                                                             | Fitzmaurice    |
| Mutumui12     | | Queensland                                                                     | East           |

Voltar ao topo

## N
| Nome               | Nomes alternativos/ou subgrupos | Localização geográfica          | Região AIATSIS |
| ------------------ | --- | ------------------------------- | -------------- |
| Nakako12           | | Western Australia               | Desert         |
| Nakara12           | | Northern Territory              | Arnhem         |
| Nana12             | | Western Australia               | Desert         |
| Nanda2             | Nhanta1 | Western Australia               | Northwest      |
| Nangah1            | | Northern Territory              | Fitzmaurice    |
| Nangatadjara2      | Nyanganyatyara1 | Western Australia               | Desert         |
| Nangatara2         | | Western Australia               |                |
| Nanggikorongo2     | | Northern Territory              |                |
| Nanggumiri2        | Ngan'giwumirri1 | Northern Territory              | Fitzmaurice    |
| Nango2             | | Northern Territory              |                |
| Narangga12         | | South Australia                 | Spencer        |
| Narinari2          | Nari Nari1 | New South Wales                 |                |
| Naualko2           | Nawalko, Ngunnhalgu, Unelgo, Bungyarlee, Wampandi, Wampangee, Wombungee, Barundji | New South Wales                 |                |
| Nauo2              | Nawu1 | South Australia                 | Spencer        |
| Nawagi2            | Nyawaygi1 | Queensland                      | Rainforest     |
| Ngadadjara2        | Ngatatjara1, Ngaanyatjarra1 | Western Australia               | Desert         |
| Ngadjunmaia2       | Ngatjumay1 | Western Australia               | Southwest      |
| Ngadjuri12         | Ŋadjuri | South Australia                 | Spencer        |
| Ngaiawang2         | | South Australia                 |                |
| Ngaiawongga2       | | Western Australia               |                |
| Ngaanyatjarra      | |                                 |                |
| Ngaku2             | Niungacko, Dainggatti |                                 |                |
| Ngalakan12         | | Northern Territory              | Arnhem         |
| Ngalea12           | | South Australia                 | Desert         |
| Ngalia2            | | Northern Territory              |                |
| Ngaliwuru12        | | Northern Territory              | Fitzmaurice    |
| Ngaluma2           | Ngarluma1 | Western Australia               | Northwest      |
| Ngamba2            | Ngambar, Ngeunbah, Biripi | New South Wales                 |                |
| Ngameni2           | Ngamini1 | South Australia                 | Eyre           |
| Ngandangara2       | | Queensland                      |                |
| Ngandi12           | | Northern Territory              | Arnhem         |
| Ngan'gikurunggurr1 | | Northern Territory              | Fitzmaurice    |
| Nganguruku2        | | South Australia                 |                |
| Ngarabal 12        | Ngarabul, Ngarrabul, Narbul, Marbul | New South Wales                 | Southeast      |
| Ngaralta2          | | South Australia                 |                |
| Ngardi2            | Ngarti1 | Northern Territory              | Desert         |
| Ngardok2           | | Northern Territory              |                |
| Ngarigo 12         | Ngarego, Ngarago, Garego, Currak-da-bidgee, Ngarigu, Ngarrugu, Ngarroogoo, Murring, Bemeringal, Guramal, Gurmal, Bradjerak, Bombala, Menero, Cooma                                                                             | New South Wales                 | Southeast      |
| Ngarinjin2         | Ngarinyin1 | Western Australia               | Kimberley      |
| Ngarinman12        | | Northern Territory              | Fitzmaurice    |
| Ngarkat2           | Ngargad1 | South Australia                 | Riverine       |
| Ngarla12           | | Western Australia               | Northwest      |
| Ngarlawongga2      | Ngalawangka1 | Western Australia               | Northwest      |
| Ngaro2             | | Queensland                      |                |
| Ngathokudi2        | | Queensland                      |                |
| Ngatjan2           | | Queensland                      |                |
| Ngaun2             | Ngawun1 | Queensland                      | Gulf           |
| Ngawait2           | | South Australia                 |                |
| Ngarrindjeri1      | | Lower Murray River              | Riverine       |
| Ngewin2            | | Northern Territory              |                |
| Nggamadi2          | | Queensland                      |                |
| Ngintait2          | | South Australia                 |                |
| Ngoborindi2        | Nguburinji1 | Queensland                      | Gulf           |
| Ngolibardu2        | | Western Australia               |                |
| Ngolokwangga2      | | Northern Territory              |                |
| Ngombal2           | Ngumbarl1 | Western Australia               | Kimberley      |
| Ngormbur2          | Ngombur1 | Northern Territory              | North          |
| Ngugi2             | | Queensland                      |                |
| Ngulungbara2       | | Queensland                      |                |
| Ngunawal 12        | Ngunuwal, Ngoonawawal, Wonnawal, Nungawal, Yarr, Yass, Lake George, Five Islands, Molonglo, Gurungada | Australian Capital Territory    | Southeast      |
| Ngundjan2          | Kunjen1 | Queensland                      | West Cape      |
| Ngurawola2         | | Queensland                      |                |
| Ngurelban2         | Ngurraiillam1 | Victoria                        | Riverine       |
| Nguri12            | | Queensland                      | Riverine       |
| Ngurlu2            | | Western Australia               |                |
| Ngurunta2          | | South Australia                 |                |
| Niabali2           | | Western Australia               |                |
| Nimanburu12        | | Western Australia               | Kimberley      |
| Ninanu2            | | Western Australia               |                |
| Njakinjaki2        | Nyaki-Nyaki1 | Western Australia               | Southwest      |
| Njamal2            | Nyamal1 | Western Australia               | Northwest      |
| Njangamarda2       | Nyangumarda1 | Western Australia               | Desert         |
| Njikena2           | Nyikina1 | Western Australia               | Kimberley      |
| Njulnjul2          | Nyul Nyul1 | Western Australia               | Kimberley      |
| Njunga2            | | Western Australia               |                |
| Njuwathai2         | | Queensland                      |                |
| Noala2             | Nhuwala1 | Western Australia               | Northwest      |
| Nokaan2            | | Western Australia               |                |
| Noongar            | Njunga, Nyoongar, Nyungar, Noongar. Comprises dialectical groups: Amangu, Juat, Balardong, Njunga, Njakinjaki, Wilman, Pindjarup, Pibelman (Bibulmun, Bibbulmun), Keneang, Minang (Menang), Koreng, Warandi, Whadjuk, Wujdari. | South-western Western Australia |                |
| Norweilemil2       | | Northern Territory              |                |
| Nuenonne1          | South east | Tasmania                        | Tasmania       |
| Nukunu12           | | South Australia                 | Spencer        |
| Nunggubuju2        | Nunggubuyu1 | Northern Territory              | Arnhem         |
| Nunukul2           | | Queensland                      |                |

Return to top of page

## O
| Nome        | Nomes alternativos/ou subgrupos | Localização geográfica | Região AIATSIS |
| ----------- | ------------------------------- | ---------------------- | -------------- |
| Oitbi2      |                                 | Northern Territory     |                |
| Ola2        | Worla1                          | Western Australia      | Kimberley      |
| Olkolo2     |                                 | Queensland             |                |
| Ombila2     |                                 | Queensland             |                |
| Ongkarango2 | Unggarangi1                     | Western Australia      | Kimberley      |
| Ongkomi2    | Unggumi1                        | Western Australia      | Kimberley      |
| Otati2      |                                 | Queensland             |                |

Voltar ao topo

## P
| Nome            | Nomes alternativos/ou subgrupos                                                                                               | Localização geográfica | Região AIATSIS |
| --------------- | --- | ---------------------- | -------------- |
| Pakadji2        | | Queensland             |                |
| Pandjima2       | Banjima1 | Western Australia      | Northwest      |
| Pangerang2      | | Victoria               |                |
| Pangkala2       | Banggarla1 | South Australia        | Spencer        |
| Paredarerme1    | Oyster Bay | Tasmania               | Tasmania       |
| Parundji2       | Paruindji, Paruindi, Paruinji, Paroinge, Barundji1, Barungi, Bahroonjee, Baroongee, Bahroongee, Barrengee, Parooinge, Barunga | New South Wales        | Riverine       |
| Peerapper1      | North West | Tasmania               | Tasmania       |
| Peramangk12     | | South Australia        | Spencer        |
| Pibelmen12      | Bibbulman | Western Australia      | Southwest      |
| Pilatapa2       | Pirlatapa1 | South Australia        | Eyre           |
| Pindiini2       | | Western Australia      |                |
| Pindjarup2      | Pinjareb, Pinjarup1 | Western Australia      | Southwest      |
| Pini2           | | Western Australia      |                |
| Pintupi1        | Pintubi, Bindubi, Bindibu, Bindubu                                                                                            | Northern Territory     | Desert         |
| Pitapita2       | Pitta-Pitta1 | Queensland             | Eyre           |
| Pitjantjatjara1 | Pitjantjara, Pitjandjara2 | Central Australia      | Desert         |
| Pitjara2        | Bidjara1 | Queensland             | Northeast      |
| Pongaponga2     | | Northern Territory     |                |
| Pontunj2        | | Queensland             |                |
| Portaulun2      | | South Australia        |                |
| Potaruwutj2     | | South Australia        |                |
| Potidjara2      | | Western Australia      |                |
| Punaba2         | Punuba1 | Western Australia      | Kimberley      |
| Puneitja2       | | Northern Territory     |                |
| Punthamara2     | | Queensland             |                |
| Pyemmairre1     | North East | Tasmania               | Tasmania       |

Voltar ao topo

## R
| Nome          | Nomes alternativos/ou subgrupos | Localização geográfica | Região AIATSIS |
| ------------- | ------------------------------- | ---------------------- | -------------- |
| Rakkaia2      |                                 | Queensland             |                |
| Ramindjeri2   |                                 | South Australia        |                |
| Rembarunga2   | Rembarnga1                      | Northern Territory     | Arnhem         |
| Ringaringa2   |                                 | Queensland             |                |
| Rungarungawa2 |                                 | Queensland             |                |

Voltar ao topo

## S
| Nome            | Nomes alternativos/ou subgrupos | Localização geográfica | Região AIATSIS |
| --------------- | ------------------------------- | ---------------------- | -------------- |
| Spinifex people | Pila Nguru                      | Nullarbor Plain        |                |

Voltar ao topo

## T
| Nome              | Nomes alternativos/ou subgrupos | Localização geográfica | Região AIATSIS |
| ----------------- | --- | ---------------------- | -------------- |
| Tagalag2          | Takalak1 | Queensland             | Gulf           |
| Tagoman2          | | Northern Territory     |                |
| Taior2            | Thaayorre1 | Queensland             | West Cape      |
| Talandiji         | Thalanyji1, Talandji2 | Western Australia      | Northwest      |
| Tanganekald2      | | South Australia        |                |
| Targari2          | Tharrgari1 | Western Australia      | Northwest      |
| Taribelang2       | | Queensland             |                |
| Tatitati2         | Dadi Dadi1 | Victoria               |                |
| Tatungalung2      | | Victoria               |                |
| Taungurong12      | | Victoria               |                |
| Tedei2            | | Western Australia      |                |
| Tenma2            | | Western Australia      |                |
| Tepiti2           | | Queensland             |                |
| Teppathiggi1      | Tepiti2 | Queensland             | West Cape      |
| Tharawal 12       | Darawal, Carawal, Turawal, Thurawal, Thurrawal, Thurrawall, Turuwal, Turuwul, Turrubul, Tutuwull, Ta-ga-ry, Five Islands                | New South Wales        | Southeast      |
| Thaua2            | Thawa, Tauaira, Thurga, Thoorga, Durga, Dhurga, Tharawal, Tadera-manji, Guyanagal, Guyangal-yuin, Murring, Katungal, Baianga, Paienbera | New South Wales        |                |
| Thereila2         | | Queensland             |                |
| Thiin1            | | Western Australia      | Northwest      |
| Tirari2           | Dhirari1 | South Australia        | Eyre           |
| Tjalkadjara2      | Tjalkanti1 | Western Australia      | Desert         |
| Tjapukai2         | | Queensland             |                |
| Tjapwurong2       | Djabwurung1 | Victoria               | Riverine       |
| Tjeraridjal2      | | Western Australia      |                |
| Tjial2            | | Northern Territory     |                |
| Tjingili2         | Jingili1 | Northern Territory     | Desert         |
| Tjongkandji2      | Tjungundji1 | Queensland             | West Cape      |
| Tjupany1          | | Western Australia      | Desert         |
| Tjuroro2          | Jurruru1 | Western Australia      | Northwest      |
| Tommeginne1       | North | Tasmania               | Tasmania       |
| Toogee1           | South West | Tasmania               | Tasmania       |
| Totj2             | | Queensland             |                |
| Tulua2            | | Queensland             |                |
| Tunuvivi2         | Tiwi1 | Northern Territory     | North          |
| Tyerremotepanner1 | North Midlands | Tasmania               | Tasmania       |

Return to top of page

## U
| Nome         | Nomes alternativos/ou subgrupos | Localização geográfica | Região AIATSIS |
| ------------ | --- | ---------------------- | -------------- |
| Ualarai 2    | Yualarai, Yualloroi, Yowaleri, Uollaroi, Youallerie, Yualari, Yualai, Yerraleroi, Yowalri, Euahlayi, Juwaljai, Yuwalyai, Wallarai, Wolleroi, Walleri, Wollaroi, Noongahburrahs, Yuwaalaraay Yuwaaliyaay | New South Wales        |                |
| Umbindhamu1  | Barungguan2 | Queensland             | East           |
| Umede2       | Umida1 | Western Australia      | Kimberley      |
| Umpila1      | Ombila2 | Queensland             | East           |
| Undanbi2     | | Queensland             |                |
| Unjadi2      | | Queensland             |                |
| Uutaalnganu1 | | Queensland             | East           |

Voltar ao topo

## W
| Nome         | Nomes alternativos/ou subgrupos | Localização geográfica  | Região AIATSIS |
| ------------ | --- | ----------------------- | -------------- |
| Wadere2      | | Northern Territory      |                |
| Wadikali2    | Wadigali1, Evelyn Creek | New South Wales         | Eyre           |
| Wadja2       | Wadjigu1 | Queensland              | Northeast      |
| Wadjabangai2 | | Queensland              |                |
| Wadjalang2   | Dharawala1 | Queensland              |                |
| Wadjari2     | Watjarri1 | Western Australia       | Northwest      |
| Wagiman1     | Wagoman2 | Northern Territory      | Fitzmaurice    |
| Wailpi2      | | South Australia         |                |
| Wakabunga12  | | Queensland              | Gulf           |
| Wakaja2      | Wakaya1 | Northern Territory      | Desert         |
| Wakaman2     | | Queensland              |                |
| Wakara2      | | Queensland              |                |
| Wakawaka2    | Waka Waka1 | Queensland              | Northeast      |
| Walangama12  | | Queensland              | Gulf           |
| Walbanga2    | Thurga, Thoorga, Bugellimanji, Bargalia, Moruya | New South Wales         |                |
| Walgalu2     | Walgadu, Wolgal, Wolgah, Tumut, Tumut River people, Guramal, Gurmal | New South Wales         |                |
| Waljen2      | | Western Australia       |                |
| Walmadjari2  | Walmatjarri1 | Western Australia       | Desert         |
| Walmbaria2   | | Queensland              |                |
| Walpiri2     | Warlpiri1 | Northern Territory      | Desert         |
| Walu2        | | Northern Territory      |                |
| Waluwara2    | Warluwarra1 | Queensland              | Desert         |
| Wambaia2     | Wambaya1 | Northern Territory      | Desert         |
| Wanamara2    | Wunumara1 | Queensland              | Gulf           |
| Wandandian2  | Wandandian, Tharumba, Kurialyuin, Murraygaro, Jervis Bay | New South Wales         |                |
| Wandarang2   | | Northern Territory      |                |
| Wandjira2    | | Northern Territory      |                |
| Wangaaybuwan | Wongaibon, Ngemba, Ngeumba, Ngiumba | New South Wales         |                |
| Wangan12     | | Queensland              | Northeast      |
| Wangkathaa1  | | Western Australia       | Desert         |
| Wanji2       | Waanyi1 | Northern Territory      | Gulf           |
| Wanjiwalku2  | Weyneubulkoo, Wonipalku, Wanyabalku, Wonjimalku, Pono, Pernowie, Pernowrie, Kongait, Tongaranka, Wandjiwalgu1 | New South Wales         | Riverine       |
| Wanjuru2     | | Queensland              |                |
| Wanman2      | | Western Australia       |                |
| Warakamai2   | | Queensland              |                |
| Waramanga2   | Warumungu1 | Northern Territory      | Desert         |
| Wardal2      | | Western Australia       |                |
| Wardaman12   | | Northern Territory      | Fitzmaurice    |
| Wardandi12   | | Western Australia       | Southwest      |
| Wargamaygan1 | Warakamai2 | Queensland              | Rainforest     |
| Wariangga2   | Warriyangga1 | Western Australia       | Northwest      |
| Warkawarka2  | | Victoria                |                |
| Warki2       | | South Australia         |                |
| Warlmanpa1   | | SA                      | Desert         |
| Warray1      | | Northern Territory      | Fitzmaurice    |
| Warungu2     | | Queensland              |                |
| Warwa12      | | Western Australia       | Kimberley      |
| Wathaurung2  | Wathawurrung, Wada Warrung, Wathaurong1 | Geelong                 | Southeast      |
| Watiwati2    | Wadi Wadi1 | Victoria                |                |
| Watta2       | | Northern Territory      |                |
| Waveroo1     | | New South Wales         | Riverine       |
| Wawula1      | | Western Australia       | Desert         |
| Wayilwan     | Wailwan1, Weiwan, Wilwan, Wallwan, Wailwun, Waal-won, Wile wile, Wali, Waljwan, Ngiumba, Weilwan2 | New South Wales         |                |
| Wembawemba2  | Wambawamba, Wamba Wamba, Womba, Weumba, Waamba, Waimbiwaimbi, Gourrmjanyuk, Gorrmjanyuk, Wemba Wemba1 | New South Wales         |                |
| Wenamba2     | | Western Australia       |                |
| Wenambal2    | | Western Australia       |                |
| Weraerai2    | Wiraiarai, Weraiari, Wirri-wirri, Wirraarai, Warlarai, Wolroi, Wolleri, Waholari, Wolaroo, Walarai, Juwalarai, Walari, Wolaroi, Woolaroi, Ginniebal | New South Wales         |                |
| Whadjuk2     | Wadjuk, Whajook, Wadjug, Wajuk1 | Western Australia       | Southwest      |
| Widi2        | | Western Australia       |                |
| Widjabal2    | Noowidal, Nowgyujul, Waibra, Ettrick, Watji, Watchee | New South Wales         |                |
| Wiilman12    | Weelman, Wilman | Western Australia       | Southwest      |
| Wik12        | Wikapatja, Wikatinda, Wikepa, Wik-kalkan, Wiknatanja, Wikianji, Mimungkum, Wikmean, Wikampama | Queensland              | West Cape      |
| Wikampama2   | | Queensland              |                |
| Wikapatja2   | | Queensland              |                |
| Wikatinda2   | | Queensland              |                |
| Wikepa2      | | Queensland              |                |
| Wikianji2    | | Queensland              |                |
| Wik-kalkan2  | | Queensland              |                |
| Wikmean2     | | Queensland              |                |
| Wikmunkan2   | | Queensland              |                |
| Wiknantjara2 | | Queensland              |                |
| Wiknatanja2  | | Queensland              |                |
| Wilawila2    | | Western Australia       |                |
| Wilingura2   | | Northern Territory      |                |
| Wiljakali 2  | Wilyakali, Wiljali1, Wiljagali, Bo-arli, Bulali, Wilyali, Wilyakali | New South Wales         |                |
| Winduwinda2  | Winda Winda1 | Queensland              | West Cape      |
| Wiradjuri 12 | Wiradyuri Wiradhuri Wiraduri, Wiradjeri, Wirrajerre, Wiradhari Wirra-dhari Wirradhurri, Wirraijuri, Wirrathuri Wiradthuri, Wiradtheri Wirathere, Wira-durei, Wira-shurri, Wirradgerry, Woradjeri Wooradjeri, Woorajuri, Woradjerg, Wirotheree, Wiratheri, Wi-ra jer-ree, Wirrai Durhai, Wagga | Central New South Wales | Riverine       |
| Wirangu12    | | South Australia         | Spencer        |
| Wirdinja2    | | Western Australia       |                |
| Wiri2        | | Queensland              |                |
| Wirngir2     | | Western Australia       |                |
| Wodiwodi2    | Woddi Woddi, Illawarra, Tharawal | New South Wales         |                |
| Wogait2      | | Northern Territory      |                |
| Wongaibon1   | Wongai-bun, Wonghibone, Wonjhibon, Wonjibone, Wongi-bone, Wonghi, Wungai, Wuzai, Wozai, Mudall, Wangaaybuwan | New South Wales         | Riverine       |
| Wongkadjera2 | | Queensland              |                |
| Wongkamala2  | Wangkamana1 | Northern Territory      | Eyre           |
| Wongkanguru2 | Wangkangurru1 | South Australia         | Eyre           |
| Wongkumara2  | Wangkumara1 | Queensland              | Eyre           |
| Wonnarua12   | Wonnuaruah, Wannerawa, Wonarura, Wonnah | Hunter Valley           | Southeast      |
| Worimi 12    | Warrimee, Warramie, Gadang, Kattang, Kutthung, Guttahn, Cottong, Wattung, Watthungk, Kutthack, Gingai, Gringai, Gooreenggai, Port Stephens tribe | New South Wales         | Southeast      |
| Worora12     | | Western Australia       | Kimberley      |
| Wotjobaluk2  | Wotjoballuk, Wergaia1 | Victoria                |                |
| Wudjari12    | | Western Australia       | Southwest      |
| Wulgurukaba2 | | Queensland              |                |
| Wulili2      | Wuli-wuli1 | Queensland              | Northeast      |
| Wulpura2     | | Queensland              |                |
| Wulwulam2    | | Northern Territory      |                |
| Wunambal2    | Wunambul1 | Western Australia       | Kimberley      |
| Wuningargk1  | | Northern Territory      | North          |
| Wurango2     | | Northern Territory      |                |
| Wurundjeri2  | Wirundjeri, Woiworung1, Woiwurrong | Melbourne               |                |
| Wuthathi     | | Queensland              | East           |

Voltar ao topo

## Y
| Nome         | Nomes alternativos/ou subgrupos | Localização geográfica                           | Região AIATSIS |
| ------------ | --- | ------------------------------------------------ | -------------- |
| Yadhaigana   | | Queensland                                       | East           |
| Yadhaykenu   | | ? Queensland                                     |                |
| Yanyuwa      | Anula, Janjula, Yanula | Borroloola                                       |                |
| Yarra Yarra  | | Melbourne                                        |                |
| Yolngu1      | Dangu2 | Arnhem Land                                      | Arnhem         |
| Yorta Yorta1 | Jotijota2, Yotayota, Yoorta, Gunbowers, Gunbowerooranditchgoole, Loddon, Ngarrimouro, Arramouro, Woollathura, Echuca tribe, Yota Yota, Bangerang, Kailtheban, Wollithiga, Moira, Ulupna, Kwat Kwat, Yalaba Yalaba, Nguaria-iiliam-wurrung | New South Wales, Victoria                        | Riverine       |
| Yuggera1     | Jagara2 | Queensland                                       | Northeast      |
| Yuin 1       | Yuwin, Djiringanj2, Dyirringan, Jeringin, Juwin | Eurobodalla Shire, south-eastern New South Wales | Southeast      |
| Yulparitja1  | Nangatara2 | SA                                               | Desert         |

Voltar ao topo